# Culex olimpioi
Culex olimpioi är en tvåvingeart som beskrevs av Xavier och Silva Mattos 1970. Culex olimpioi ingår i släktet Culex och familjen stickmyggor. Inga underarter finns listade i Catalogue of Life.